# Juana Ontañón Valiente
Juana Ontañón Valiente (Madrid, 22 d'octubre de 1886 – Ciutat de Mèxic, 22 d'agost de 1972) va ser una mestra espanyola, alumna de la Institución Libre d'Enseñanza i cofundadora de l'Ateneu Pablo Iglesias de Pamplona.

## Biografia
Juana va ser l'única noia dels sis fills de Teófila Valiente i José Ontañón Arias, institucionista i professor d'alemany de l'Escola d'Estudis Superiors de Magisteri. Va estudiar batxillerat, en l'opció de lliure, a l'Institut Cardenal Cisneros, i en concloure'l va emprendre, acompanyant el seu pare, un viatge d'estudis per Alemanya. Al seu retorn va ingressar a l'escola Superior de Magisteri, tenint entre les seves companyes María de Maeztu (que trauria el número 1 de la seva promoció; Juana, el número 2). Va guanyar plaça per oposició a l'Escola Superior de Mestres de Càceres.
A Càceres coneixeria Miguel del Río Guinea, professor de matemàtiques d'Institut, amb qui es va casar el 1914. Dos anys després neix el seu únic fill, Miguel. Al cap de poc temps la família es trasllada a Pamplona, on residiran durant gairebé vint anys. El 1933 Juana i la seva família es traslladen a Madrid, on ella exerceix com a docent a l'Escola Normal. Després d'esclatar la Guerra Civil espanyola abandonaria la capital d'Espanya per continuar el seu treball a València i Barcelona.
Derrotada la República, el seu fill, que havent-se allistat s'havia separat dels seus pares, torna a reunir-se amb ells a França, i des d'allí tots tres van embarcar cap a l'exili en el Sinaia, per arribar a Veracruz el 13 de juny de 1939.
Un cop instal·lada la família, Juana va reprendre la seva labor docent a l'Institut Luis Vives, fundat pels exiliats, dins de la Universitat Femenina; també va impartir cursos per a estrangers a la Universitat Nacional Autònoma de Mèxic. Després de la mort del seu marit, es va traslladar a Boston, on faria classes en el Bryn Mawr College durant el curs 1946-47. Després d'aquest breu incís va tornar de nou a Mèxic per reunir-se amb el seu fill i els seus nets, el país en el qual residiria fins a la seva mort, el 1972.
A més del seu treball com a docent, Juana Ontañón va treballar per a l'editorial mexicana Porrúa, com a prologuista de diverses obres d'autors com Alarcón, Bécquer, Espronceda, Larra, Valera, Gabriel Miró. També va escriure una biografia de Santa Teresa de Jesús, que fou publicada el 1977, cinc anys després de la seva mort.